# Deležje
Deléžje je nepregibna glagolska oblika v vlogi prislova.

## Slovenščina
V slovenščini poznamo deležja na
- -oč, -eč, -aje: pojemajoč, hoteč, igraje
- -ši: prišedši, stopivši, videvši

Deležja na -oč/-eč/-aje izražajo hkratnost dejanj, deležja na -ši pa njihovo zaporednost.
Deležja razvezujemo v odvisnike, predvsem v časovne in načinovne.
Deležje se v slovenščini še vedno neredko uporablja, zlasti v leposlovnih besedilih. V strokovnih in znanstvenih prispevkih se pojavlja pogosteje v humanističnih in družboslovnih kot naravoslovnih besedilih. V prevedenih besedilih ga je zaradi hiperkorekcije manj kot v izvirnih slovenskih besedilih.

### Zgledi
- Prišedši v pisarno, je začel zlagati papirje.
- Poslovil se je, želeč na svidenje.
- Prečkal je reko, ne meneč se za sovražni ogenj.